# Andrena susterai
Andrena susterai là một loài Hymenoptera trong họ Andrenidae. Loài này được Alfken mô tả khoa học năm 1914.